# 圣伊莎贝尔剧院
圣伊莎贝尔剧院（葡萄牙语：Teatro de Santa Isabel）是巴西伯南布哥州首府累西腓的一座历史建筑，19世纪上半叶巴西新古典主义建筑的罕见例子，以伊莎贝尔公主命名。
在圣伊莎贝尔剧院，曾发生巴西历史上重要而令人好奇的插曲。这里接待过佩德罗二世皇帝，若阿金·纳布科在此进行废除奴隶制的演讲，卡斯特鲁·阿尔维斯与尤金尼亚·卡马拉（Eugénia Câmara）相见。

## 历史
1839年4月30日，伯南布哥州长弗朗西斯科·多·雷戈·巴罗斯男爵签署了第74号法令，授权为累西腓市建造一个公共剧院。当时巴西没有合格的专业人员，他邀请许多欧洲专业人士、工程师、数学家、技术人员和工人的来到累西腓。其中，负责实施新剧院项目的工程师路易斯·勒格·沃西耶（Louis Léger Vauthier）于1840年9月到达累西腓。1841年2月，最终预算获得批准（240 contos），于4月开工。选择的地点当时是一片沙地，称为坎波多埃雷里奥（Campo do Erário），即现在的共和国广场（Praça da República）。
在施工期间，它被称为伯南布哥剧院。1850年5月18日，开业前夕，以佩德罗二世皇帝的女儿伊莎贝尔公主命名。开业当天上演的戏剧是葡萄牙作家门德斯·莱尔（Mendes Leal）的《奥帕杰姆·德·阿尔朱巴罗塔》（O Pajem de Aljubarrota）。
圣伊莎贝尔剧院成为累西腓的娱乐、社交和行使公民权的绝佳场所。若阿金·纳布科（Joaquim Nabuco）说，正是在圣伊莎贝尔剧院，巴西废除奴隶制的事业取得了胜利，他指的是他在那里的演讲和活动。
1859年，剧院接待了佩德罗二世皇帝，他访问北方各省，在累西腓度过了他的生日，并在那里观看了一场盛大的表演。

### 重建
1869年9月19日，剧院几乎完全被大火烧毁。负责剧院重建工作的工程师何塞·蒂布西奥·佩雷拉·德马加良斯（José Tibúrcio Pereira de Magalhães）听取远在巴黎的路易斯·吕格·沃西耶的建议。圣伊莎贝尔剧院在1876年12月16日重新开放。

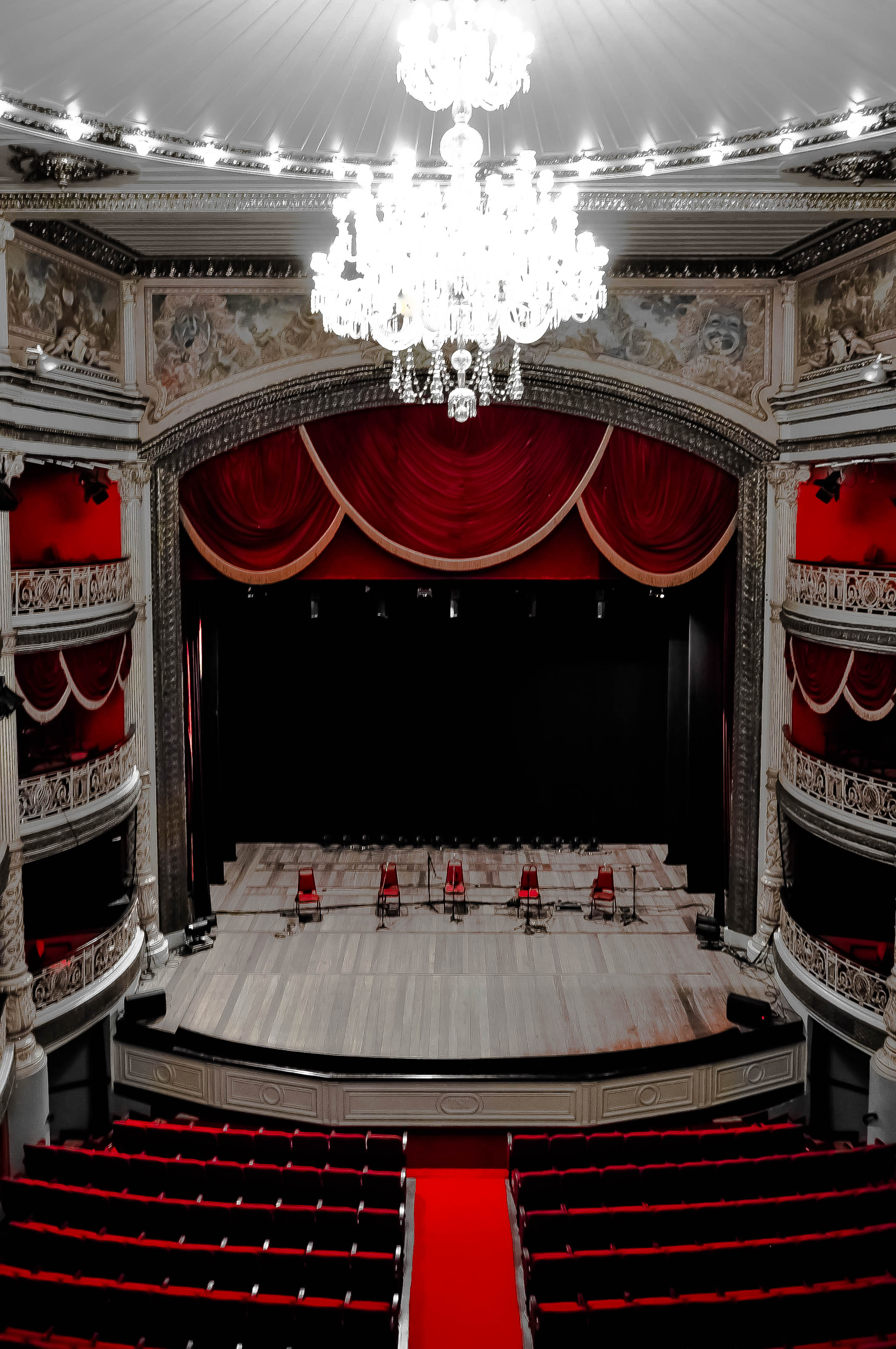
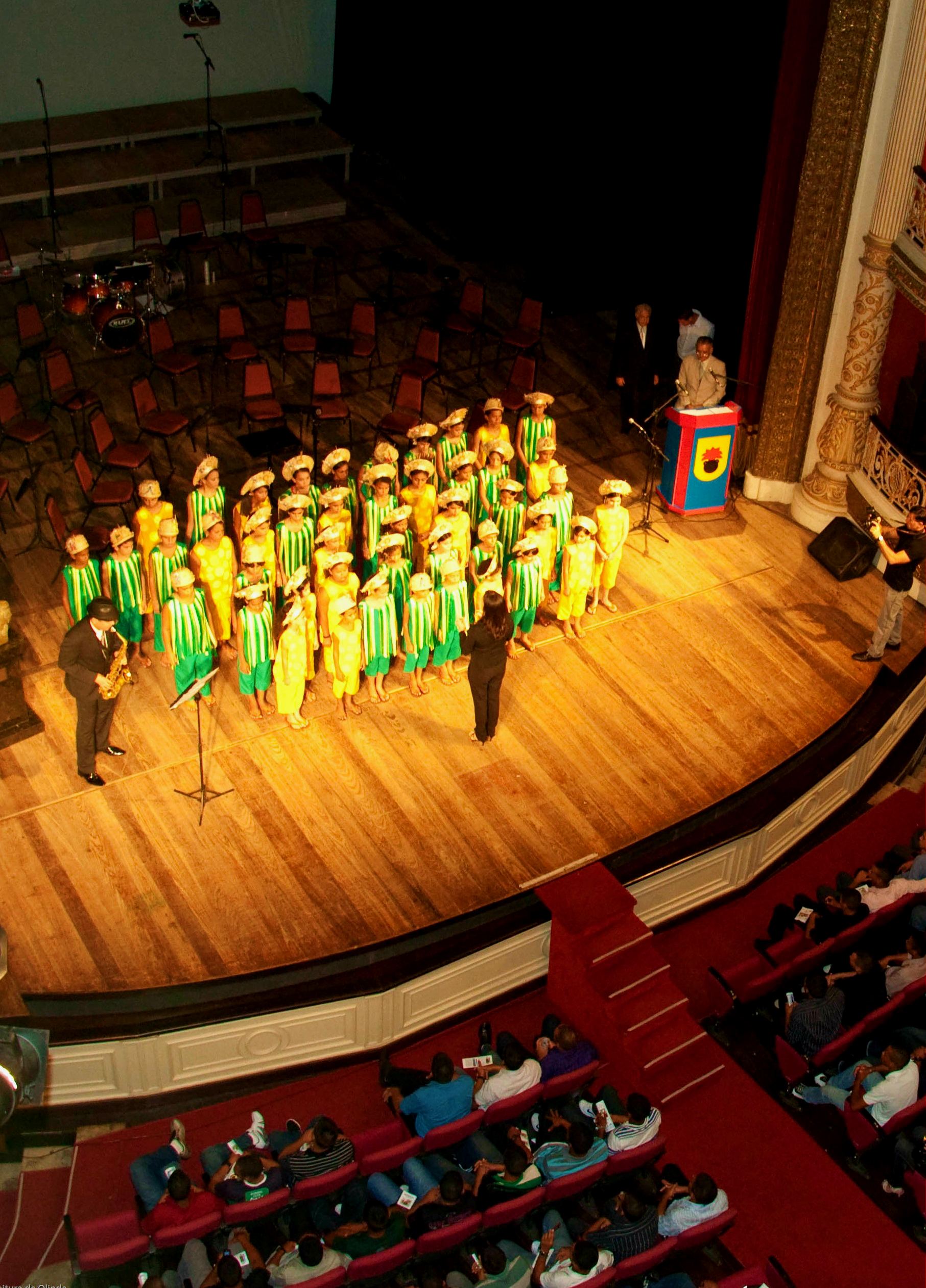
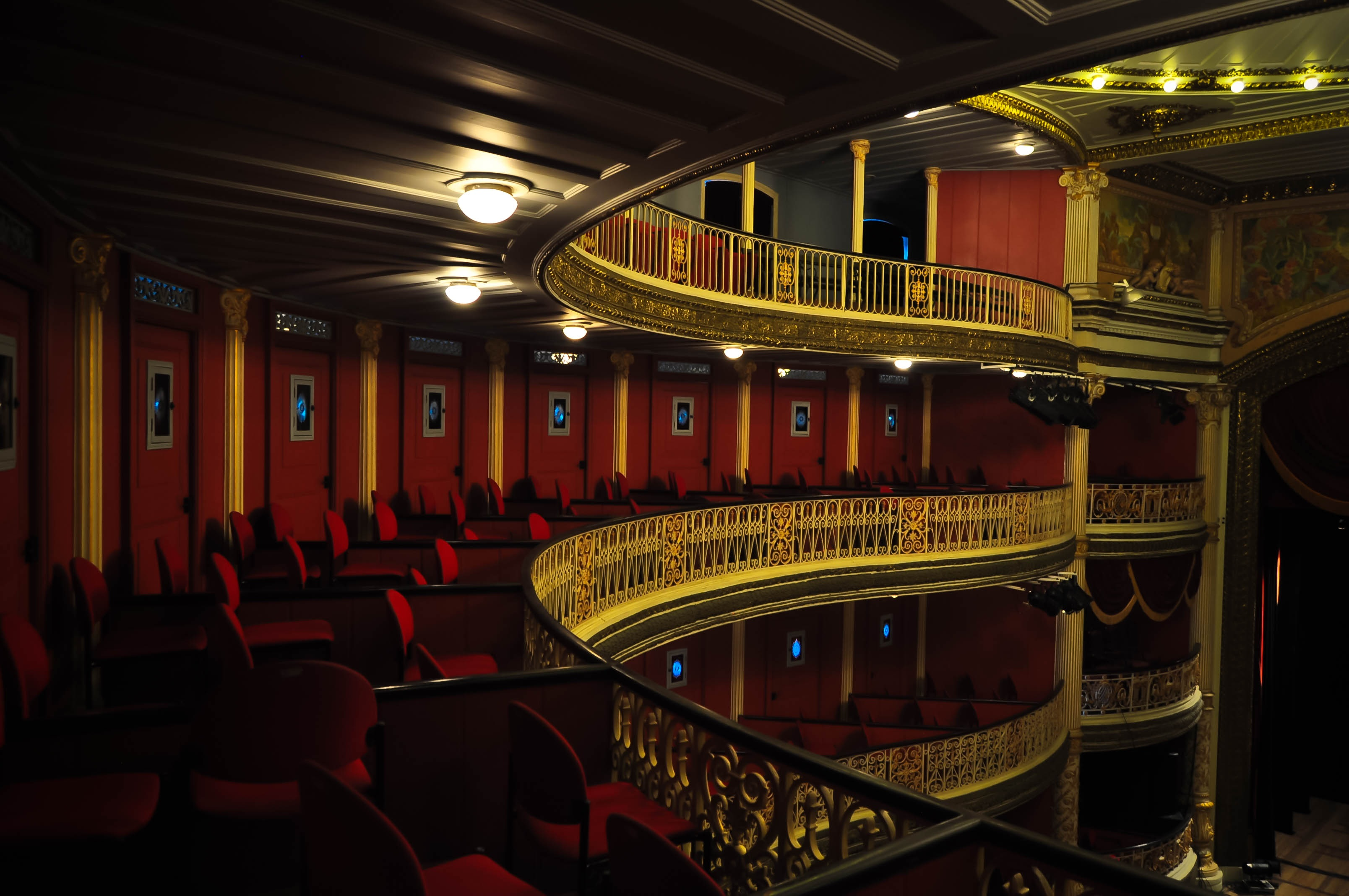
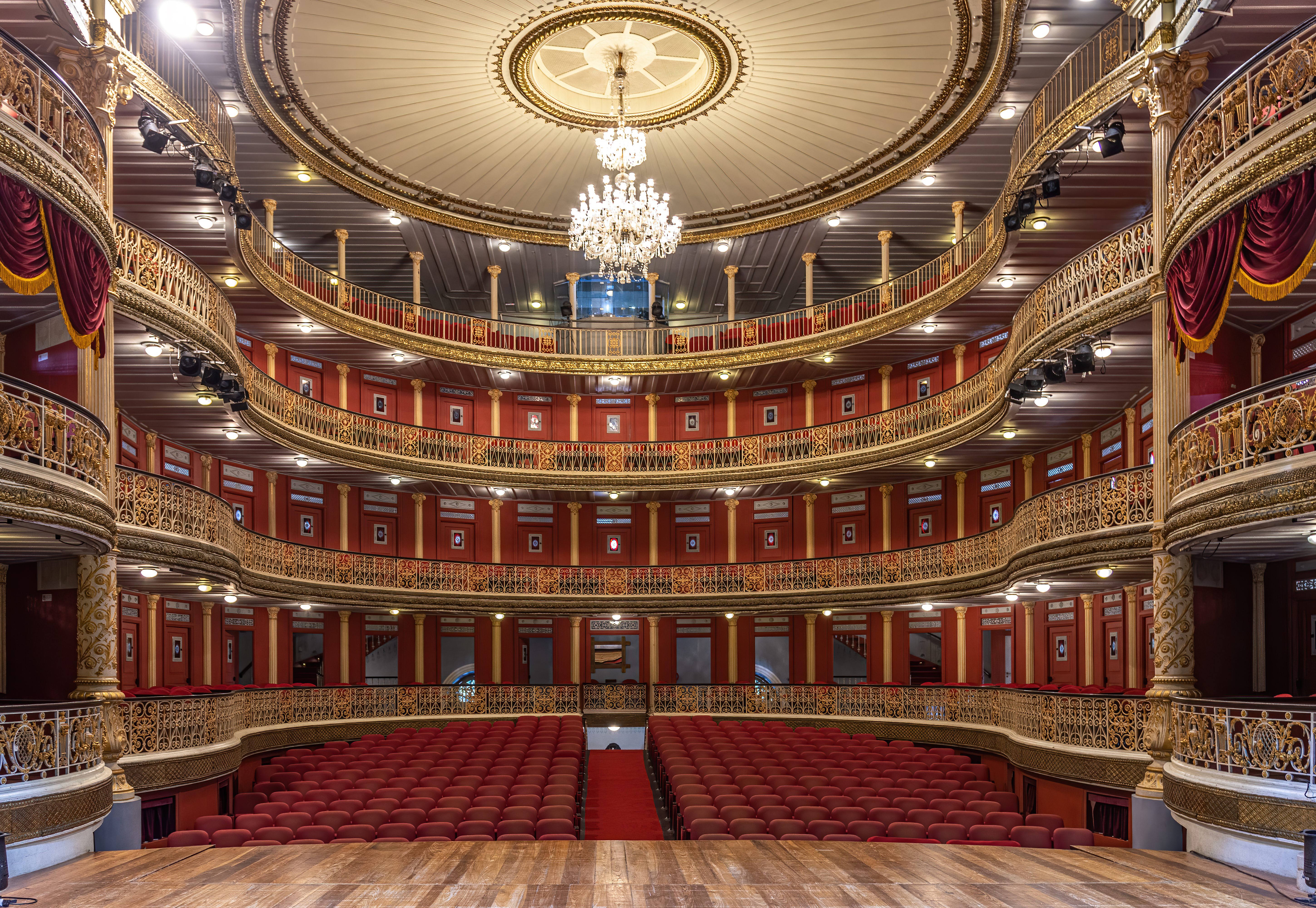